# 秋田県立少年自然の家
秋田県立少年自然の家（あきたけんりつ しょうねんしぜんのいえ）とは、秋田県内3箇所にある社会教育施設（少年自然の家）。
秋田県立の少年自然の家は、「大館少年自然の家」が大館市に、「保呂羽山少年自然の家」が横手市に、「岩城少年自然の家」が由利本荘市に設置されている。

## 設置目的
当施設の設置目的は、「秋田県立少年自然の家条例」（昭和49年3月30日条例第27号）の第1条に以下のように記されている。

## 施設一覧

### 大館少年自然の家

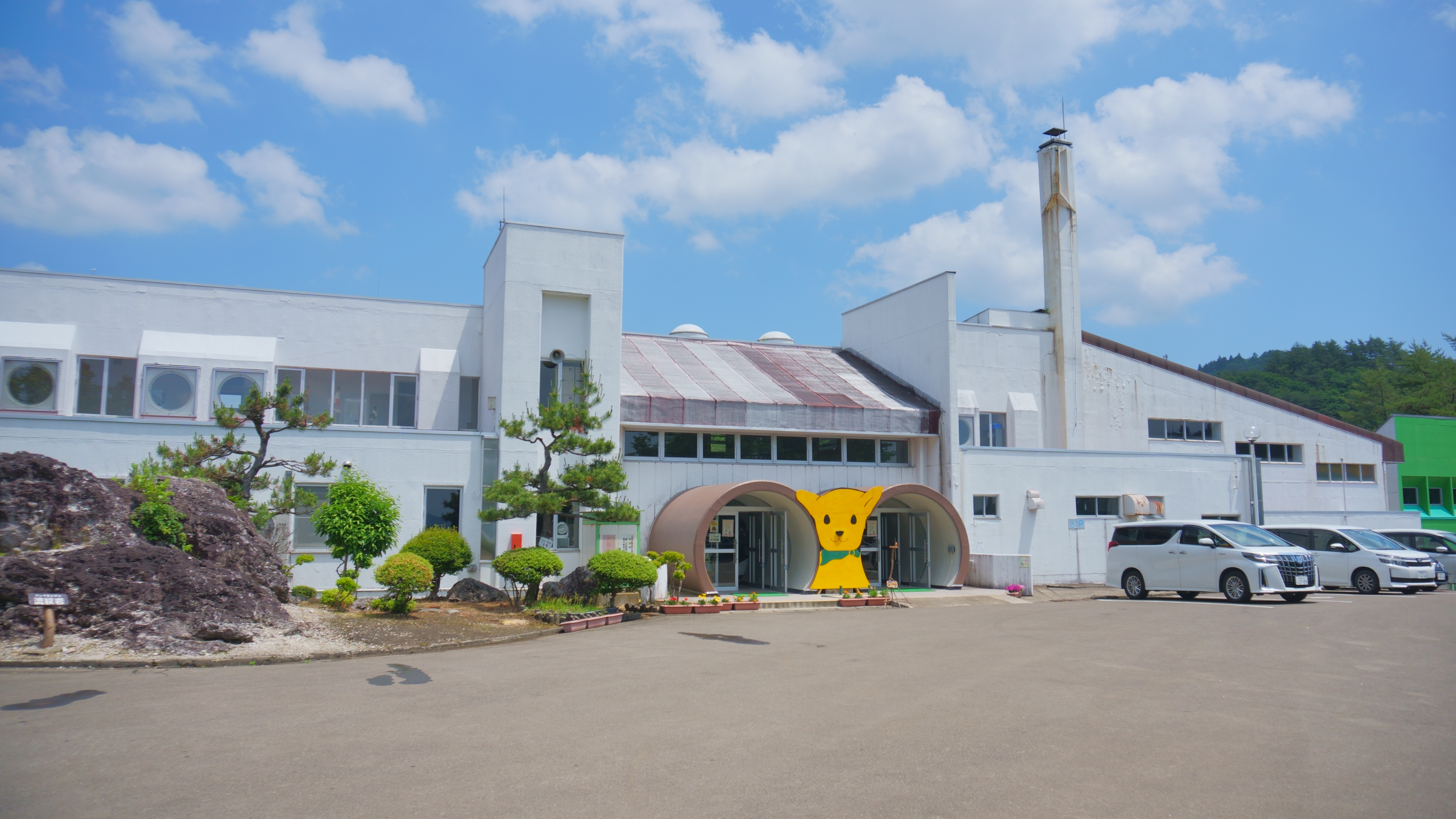
大館少年自然の家

秋田県立大館少年自然の家（あきたけんりつ おおだてしょうねんしぜんのいえ）は、秋田県大館市東字岩神沢の岩神ふれあいの森内にある社会教育施設（少年自然の家）。愛称はわんぱーく大館。1974年開業。
大館市の鳳凰山の山麓に位置する。キャンプ、カヌー、登山などの野外活動や創作活動ができる他、宿泊が可能である。
基本情報
- 住所：017-0023 秋田県大館市東字岩神沢31番地
  - 座標：秋田県立大館少年自然の家
- アクセス

E7 秋田自動車道・大館南バイパス 大館南ICから車で約10分。
E7 秋田自動車道 大館北ICから車で約10分。
- 周辺施設：大館市営長根山運動公園

### 保呂羽山少年自然の家

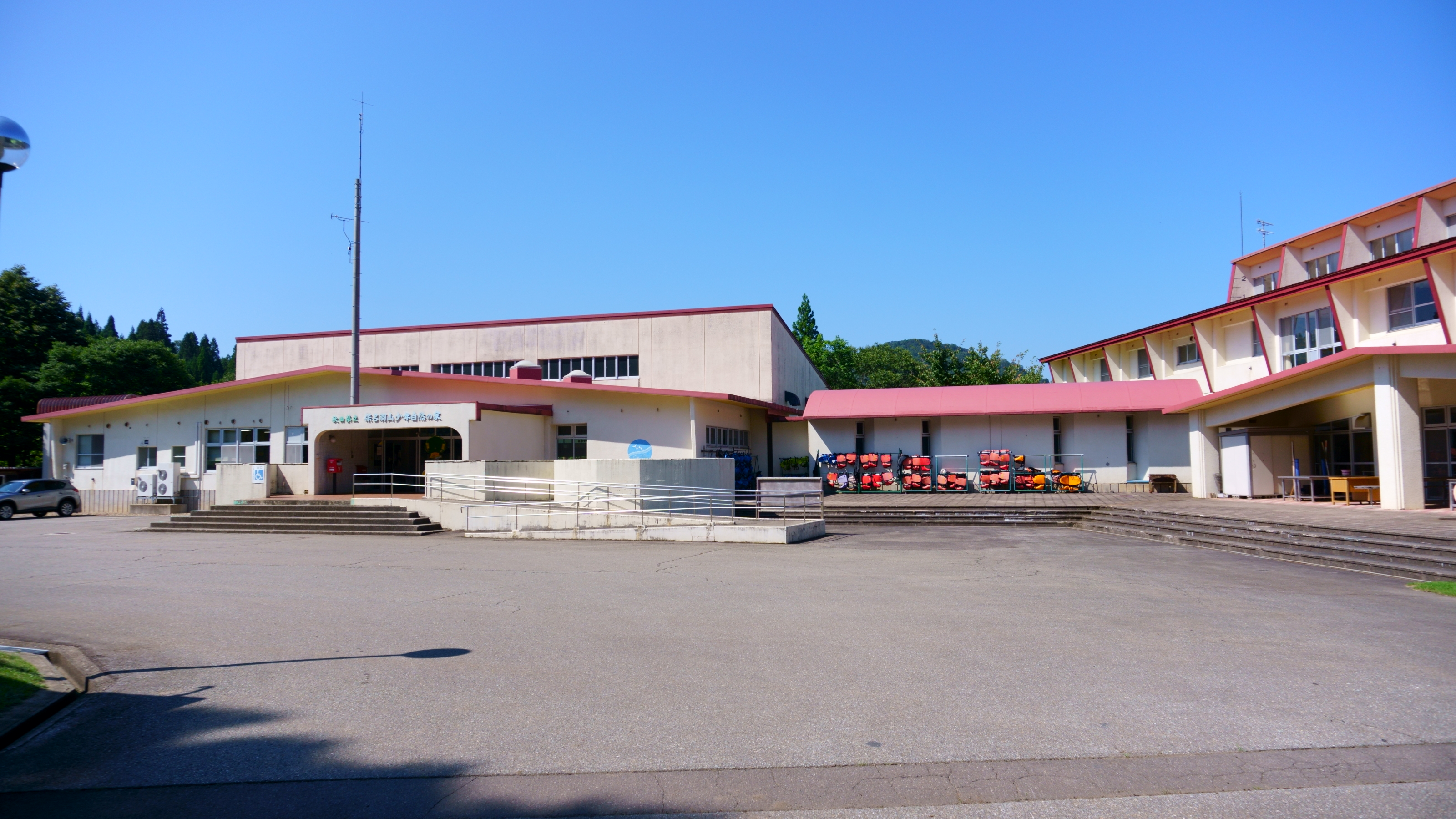
保呂羽山少年自然の家

秋田県立保呂羽山少年自然の家（あきたけんりつ ほろわさんしょうねんしぜんのいえ）は、秋田県横手市大森町の保呂羽山にある社会教育施設（少年自然の家）。愛称はほろわんぱーく。1978年開業。
横手市大森町の保呂羽山波宇志別神社の麓に位置する。当施設を核として、周辺に様々な体験型の施設が立地している。キャンプ、カヌー、登山などの野外活動や創作活動ができる他、宿泊が可能である。
かつては近隣に保呂羽山スキー場が存在した。現在スキー場の各施設は、旧スキーリフト、旧ヒュッテとして案内されている。
基本情報
- 住所：〒013-0561 秋田県横手市大森町八沢木字大木屋73番地
  - 座標：秋田県立保呂羽山少年自然の家
- アクセス

E46 秋田自動車道 横手北スマートICから車で約30分。
E46 秋田自動車道 大曲ICから車で約30分。
- 周辺施設：秋田県道29号横手大森大内線、保呂羽山波宇志別神社

### 岩城少年自然の家

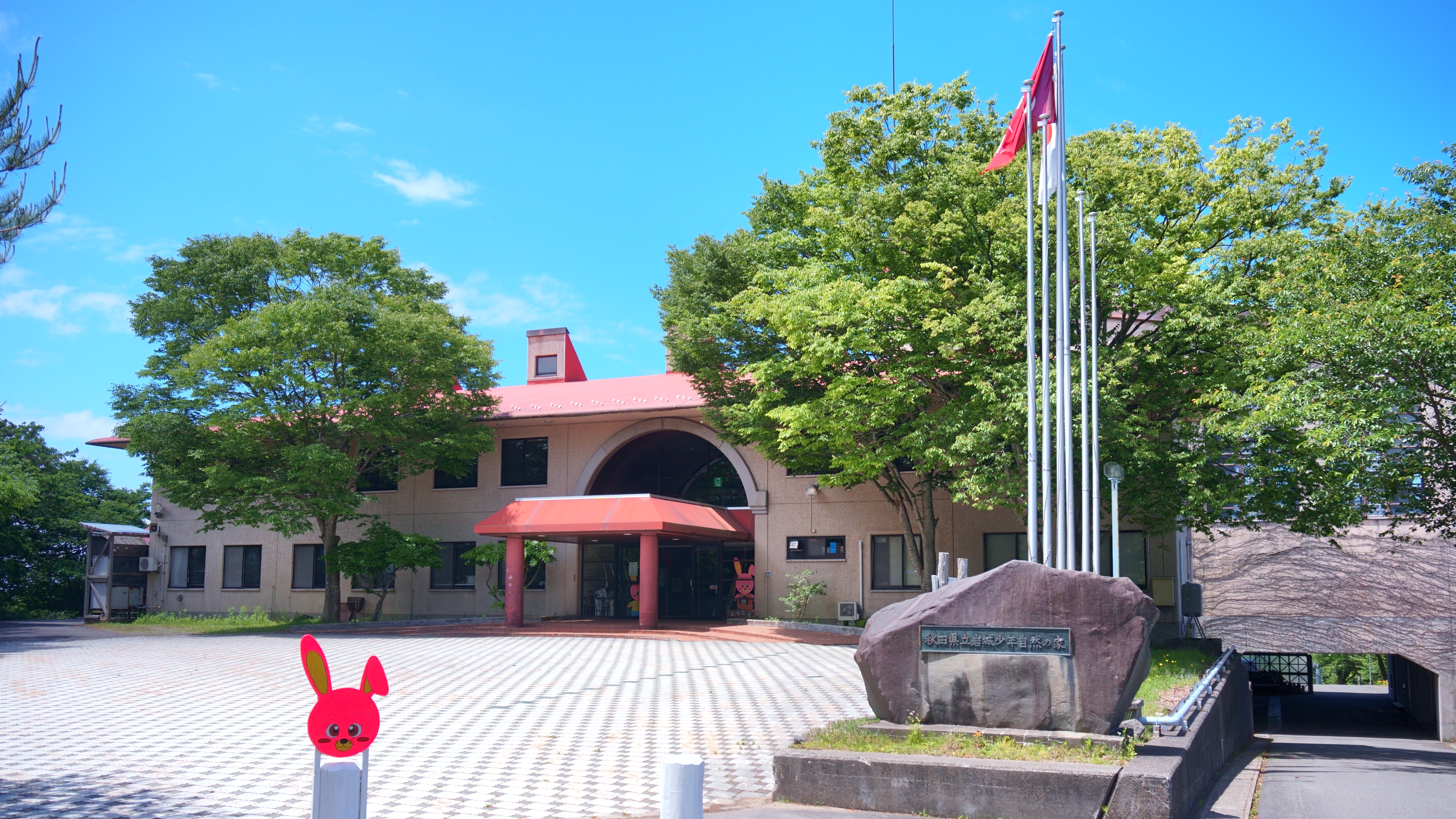
岩城少年自然の家

秋田県立岩城少年自然の家（あきたけんりつ いわきしょうねんしぜんのいえ）は、秋田県由利本荘市岩城の八の岩神ふれあいの森内にある社会教育施設（少年自然の家）。1983年6月1日開業。2024年2月、創立40周年を迎え、施設の愛称を岩城地域の「岩」（ガン）と「パル」（友達）を組み合わせた、ガンパル岩城に決めた。
由利本荘市の北西部（日本海が近い）に位置する。キャンプ、ザリガニ釣り、登山、アスレチックなどの野外活動や創作活動ができる他、宿泊が可能である。
基本情報
- 住所：〒013-0561 秋田県由利本荘市岩城赤平字長ケ沢260番地の8
  - 座標：秋田県立岩城少年自然の家
- アクセス

E7 日本海東北自動車道 松ヶ崎亀田ICから車で約10分。
東日本旅客鉄道（JR東日本） 羽越本線 羽後亀田駅から車で約10分。
- 周辺施設：国道341号、由利本荘市立岩城小学校